# Tamba vinolia
Tamba vinolia là một loài bướm đêm trong họ Noctuidae.